# Aleksandr Komarov
Aleksandr Andrejevitj Komarov (ryska: Александр Андреевич Комаров), född 5 maj 1999, är en rysk-serbisk brottare som tävlar i grekisk-romersk stil.

## Karriär
Vid EM 2025 i Bratislava tog Komarov brons i 87 kg-klassen efter att ha besegrat tyske Hannes Wagner i bronsmatchen.